# Koninklijke Schenking
De Koninklijke Schenking (Frans: Donation royale; Duits: Königliche Schenkung) is een Belgische autonome openbare instelling die staatseigendom ter beschikking stelt aan het Belgisch koningshuis. De bezittingen gaan terug op een schenking door koning Leopold II van België in 1900. Het gaat zowel over roerende als onroerende goederen.

## Geschiedenis
De Schenking beheert onder meer de talrijke gronden, kastelen en andere gebouwen die koning Leopold II in 1900 aan de Belgische staat schonk ter gelegenheid van zijn 65e verjaardag. De Belgische staat aanvaardde deze schenking bij wet van 31 december 1903. Koning Leopold II stelde hierbij drie beperkende voorwaarden:
- een aantal van die gronden en gebouwen mocht nooit worden vervreemd;
- sommige kastelen en terreinen moesten hun oorspronkelijke functie en uitzicht bewaren;
- een deel moest ter beschikking staan van zijn troonopvolgers.

Door deze constructie was de koning ontheven van het betalen van successierechten op alle eigendommen die hij schonk terwijl de troonopvolgers ze nog verder konden gebruiken, om te wonen, ook bijvoorbeeld als buitenverblijf aan zee of om te jagen. Het parlement besefte dat deze constructie in strijd was met de grondwet en het burgerlijk recht maar aanvaardde de schenking, gelet op het 'grootse gebaar van de koning'. Het leek een signaal dat koning Leopold II boven de wet stond. 
In theorie is de Schenking zelfbedruipend. Aanvankelijk was dat ook in de praktijk zo. Tot 1929 was het voor niemand een probleem dat de Koninklijke Schenking veel geld kostte aan de staat gezien niemand er echt een duidelijk zicht op had. De kosten waren verspreid over verschillende ministeries en over de inkomsten werd nog geen boekhouding bijgehouden. Gaandeweg werd de Schenking afhankelijk van jaarlijkse geldstromen van verschillende overheden. 
Dat veranderde via een Koninklijk Besluit van 1930, dat van de Koninklijke Schenking een ‘zelfstandige openbare instelling’ maakte. De Schenking moest financieel volledig zelfbedruipend zijn. Het Koninklijk Besluit stelde in artikel 1: ‘Deze instelling moet al hare uitgaven bestrijden met de middelen waarover zij beschikt, zonder lasten voor de Openbare Schatkist.’

## Onderzoek
Journalisten van De Tijd, Knack, Apache en VRT NWS onderzochten in 2019 hoe het stond met de financiële situatie Koninklijke Schenking en wie van de goederen genoot. Het resultaat werd gepubliceerd onder de titel 'Immo Royal'. De instelling bleek geen zicht te hebben op de totale waarde van de bezittingen, die in 1999 werd geraamd op omgerekend 221 miljoen euro. Men neemt aan dat de waarde veel hoger ligt.
Opmerkelijk is dat de kosten voor al deze goederen volgens de jaarrekeningen amper 6,45 miljoen euro bedroegen in 2018. Het koninklijk domein in Laken (2% van het totale patrimonium) kostte 2,91 miljoen euro en een groot deel van de rest van het bedrag ging naar de eigen werking. Een andere conclusie van het onderzoek was dat het overgrote deel van de kosten ten laste is van de Belgische belastingbetaler.
Philippe Lens, afgevaardigd-bestuurder van de Schenking, stelde in een interview met de betreffende journalisten: "De bewering dat de meeste kosten die de Koninklijke Schenking maakt, gericht zijn op de plekken waar de koninklijke familie gebruik van maakt, is ongegrond." En verder liet hij noteren: "Sinds 2011 zijn onze jaarrekeningen stelselmatig in evenwicht. En onlangs kregen we opnieuw een controlerapport van het Rekenhof zonder opmerkingen." Anno 2019 heeft de Koninklijke Schenking 102 mensen in dienst.
Kort nadat het onderzoek van de journalisten in november 2019 in de pers verscheen, deelde men, na afloop van de raad van bestuur, mee dat de Koninklijke Schenking "zo snel mogelijk en op proactieve wijze" een maximum aan informatie ter beschikking zal stellen via het internet. De stichting kreeg een eigen website, een lijst met eigendommen, en er werden financiële data gepubliceerd.

## Bestuur
De schenking wordt bestuurd door een beheerraad bestaande uit tien leden, waaronder vier dignitarissen of gewezen dignitarissen van het Hof; daarnaast kan iedere vorst die geregeerd heeft, of een overlevende echtgenoot die een van de goederen bewoont, zich door een hofdignitaris in de raad laten vertegenwoordigen. De intendant van de koning maakt ambtshalve deel uit van de beheerraad. Hugo Nys was voorzitter van 2012 tot 2015, Paul Buysse van 2015 tot 2020 en Jan Smets sinds 2020.
De raad van bestuur bestaat uit:
- Jan Smets (voorzitter), ere-gouverneur van de Nationale Bank van België
- Antoinette d'Aspremont Lynden, ere-professor aan de Universiteit van Rijsel 3
- Hans D'Hondt, voorzitter van het directiecomité van de FOD Financiën, administratief raadgever
- Luc De Maesschalck, intendant van de Civiele Lijst van de Koning
- Marleen Evenepoel, gewezen administrateur-generaal van het Agentschap voor Natuur en Bos van de Vlaamse overheid, technisch adviseur
- Jan Hennes, ere-vleugeladjudant van de Koning
- Michel Flohimont (vertegenwoordiger van koning Albert II), Hoofd van het Huis van koning Albert II
- Sophie Dutordoir, CEO en voorzitter van het directiecomité van de NMBS
- Bénédicte Heindrichs, directeur-generaal van de Service Public de Wallonie Agriculture, Ressources naturelles et Environnement, technisch adviseur
- Virginie Samyn
- Fabrice Carton (afgevaardigd beheerder)
- Barbara Bekaert (secretaris)

## Bezittingen
Anno 2021 beheerde de Koninklijke Schenking 77 gebouwen en 7500 hectare grond (waarvan deels bos). 

### Kroongoederen
De domeinen die de Schenking momenteel ter beschikking stelt van het koningshuis zijn:
- Kasteel van Laken (Schonenberg) en bijgebouwen
- Serres van Laken
- Park van Laken
- Koninklijk kasteel van Ciergnon
- Kasteel van Fenffe
- Kasteel van Villers-sur-Lesse
- Kasteel Belvédère
- Kasteel van Stuyvenberg, met residentie
- Villa Clémentine, Tervuren
- Jachtgronden in de Ardennen (2500 hectare)

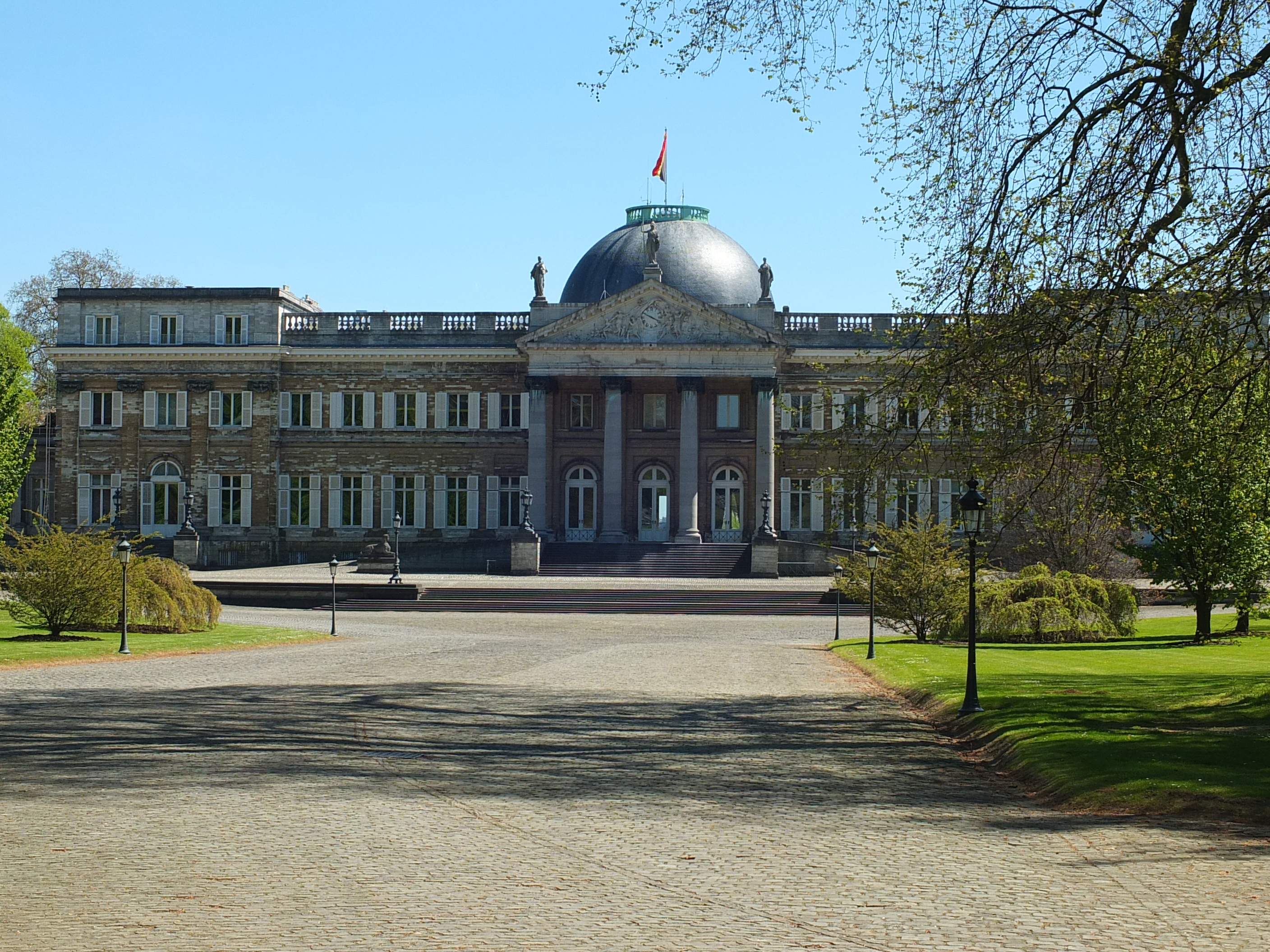
Kasteel van Laken
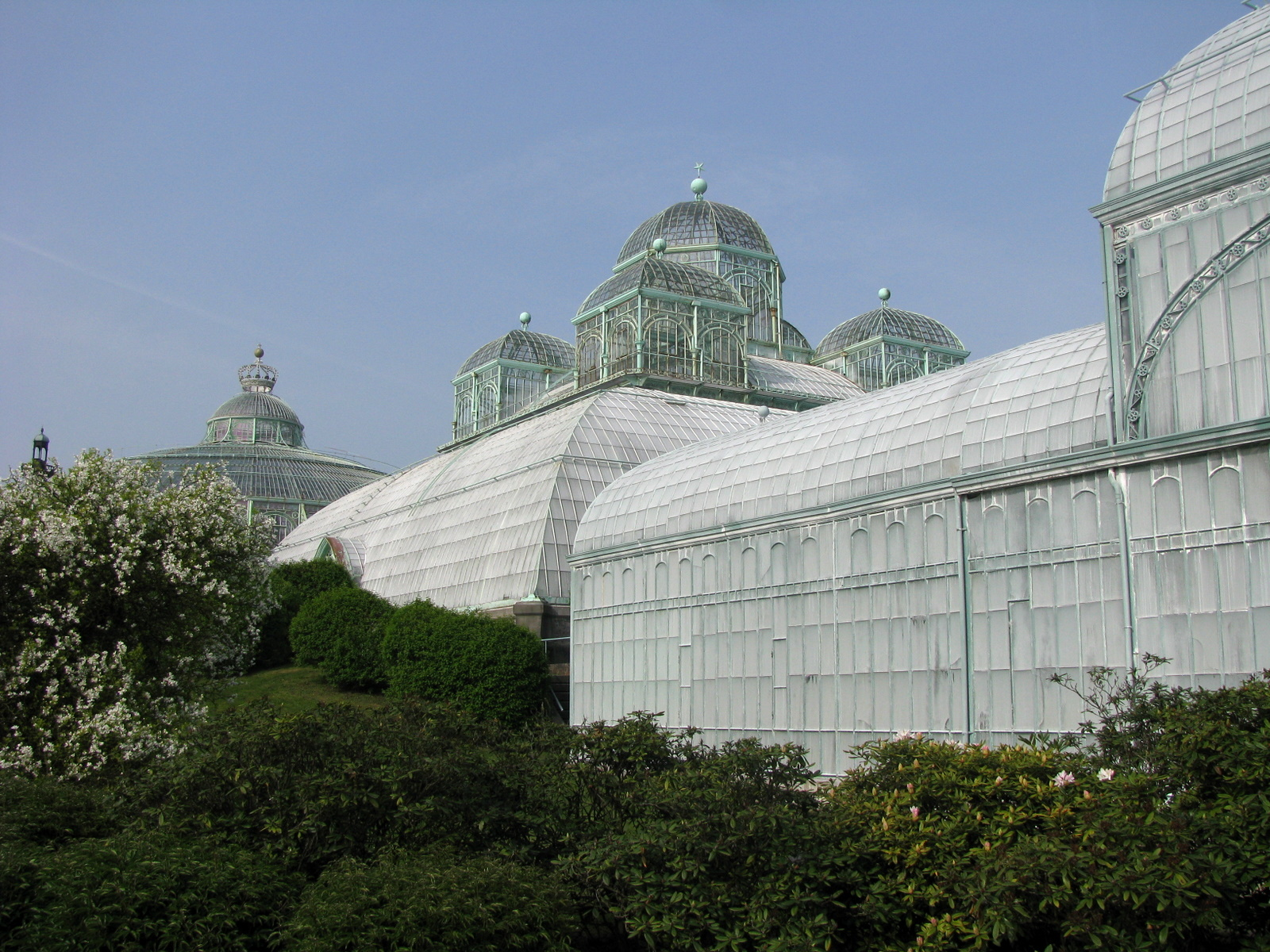
Serres van Laken
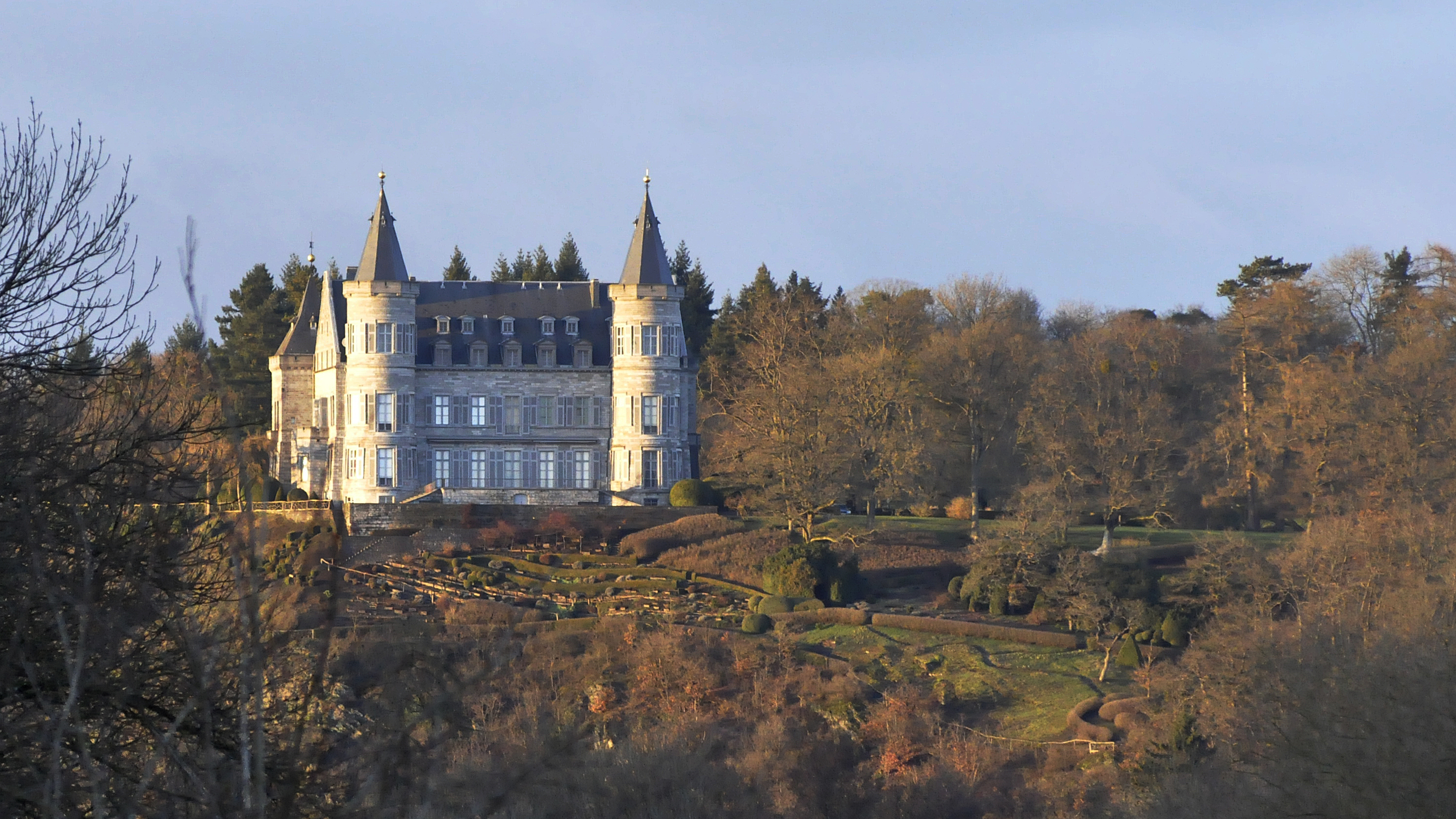
Kasteel van Ciergnon

### Ter beschikking gestelde goederen

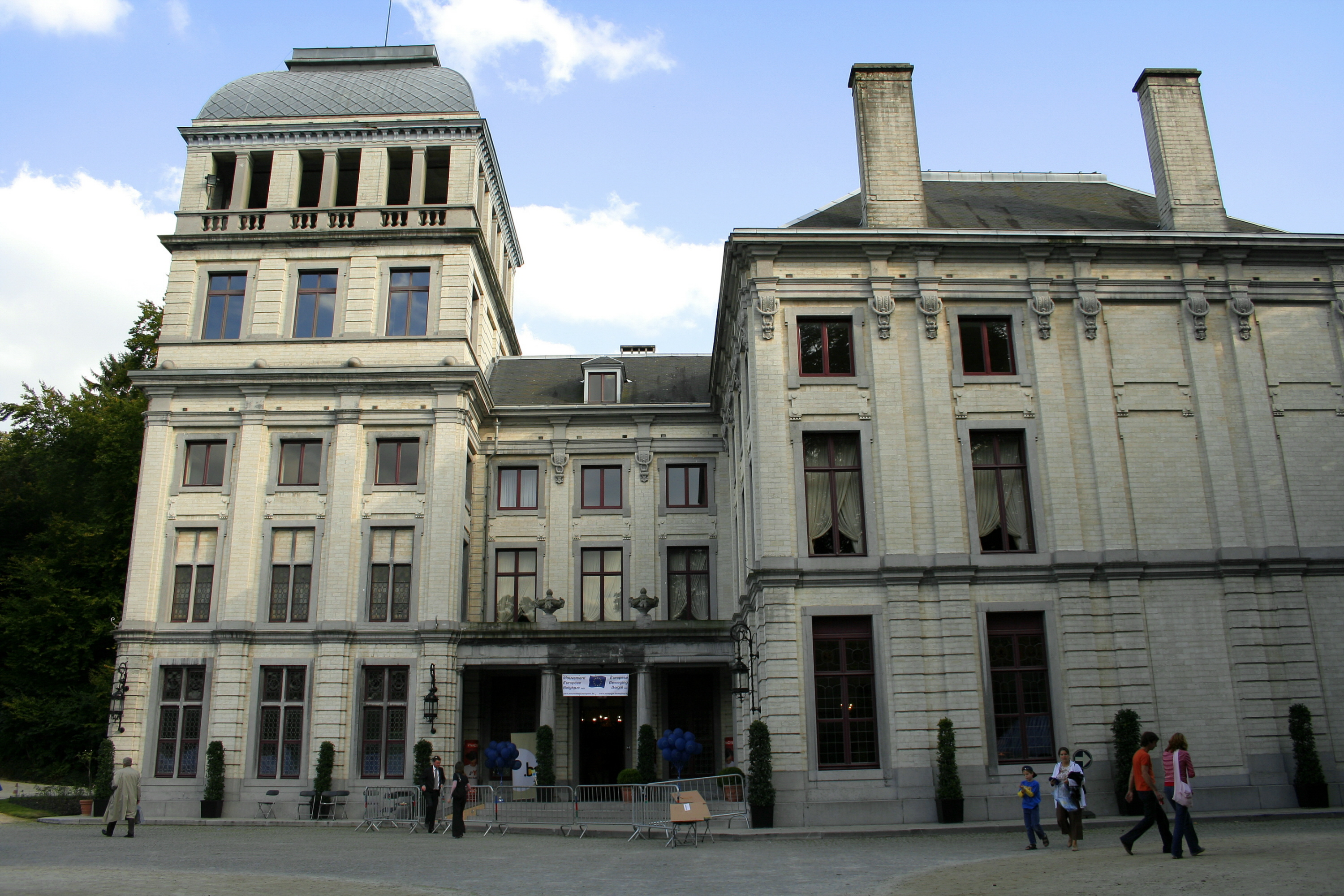
Kasteel Hertoginnedal (gastenverblijf voor de Staat) dat de premier via de Regie der Gebouwen moet huren om buitenlandse gasten te ontvangen
- Bellevue-gebouw
- Kasteel van Ferage (verhuurd)
- Woningen in Laken en de Ardennen voor het dienstpersoneel  - Kasteel Hertoginnedal

### Goederen met openbaar nut
- Japanse Toren, Laken
- Chinees Paviljoen, Laken
- Elisabethpark, Koekelberg
- Koloniale Tuin, Laken
- Bellevue-hotel, Brussel
- Geografisch Arboretum, Tervuren
- Dudenpark, Vorst
- Maria Hendrikapark, Oostende
- Leopold II park, Nieuwpoort

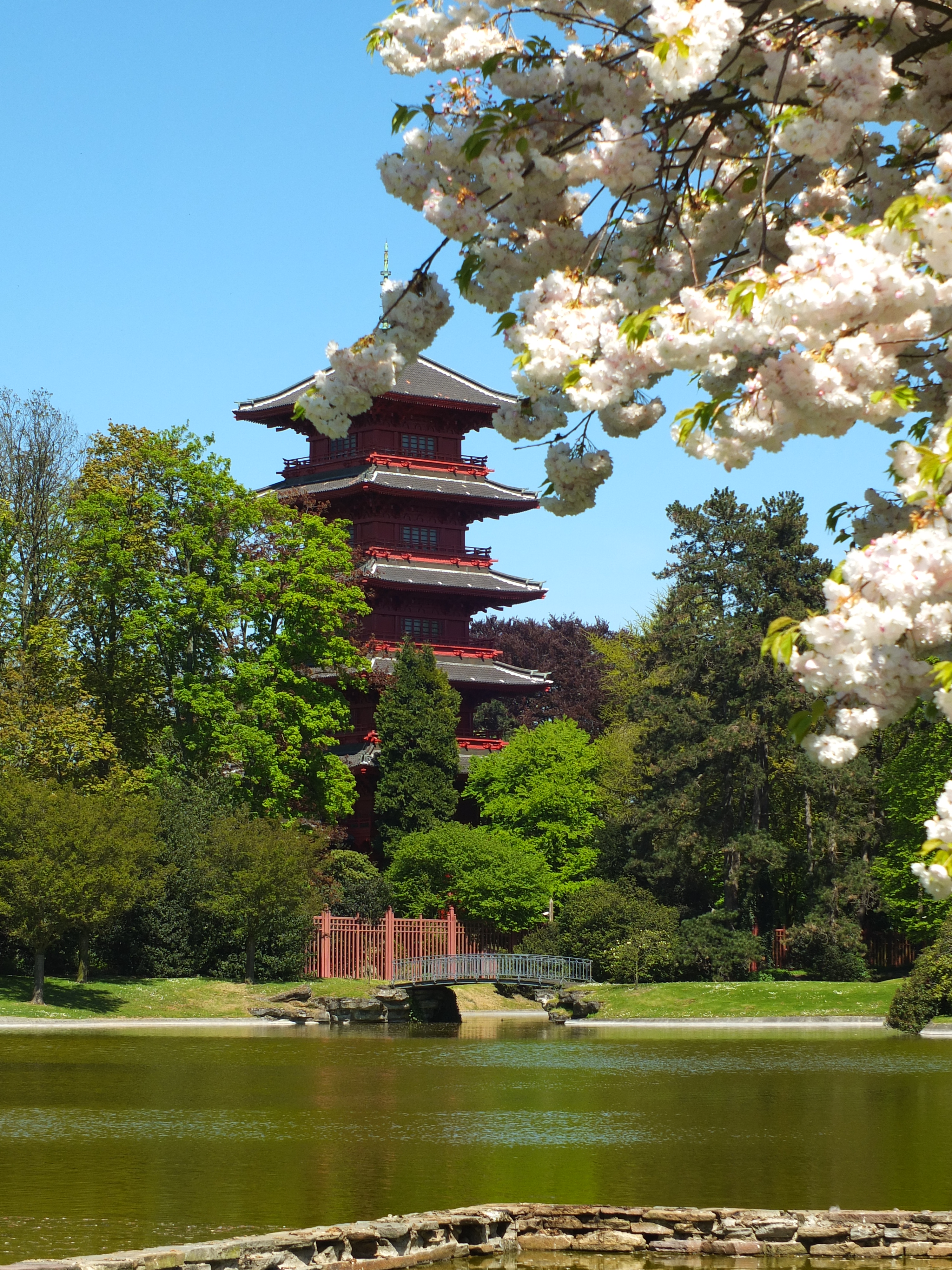
Japanse Toren
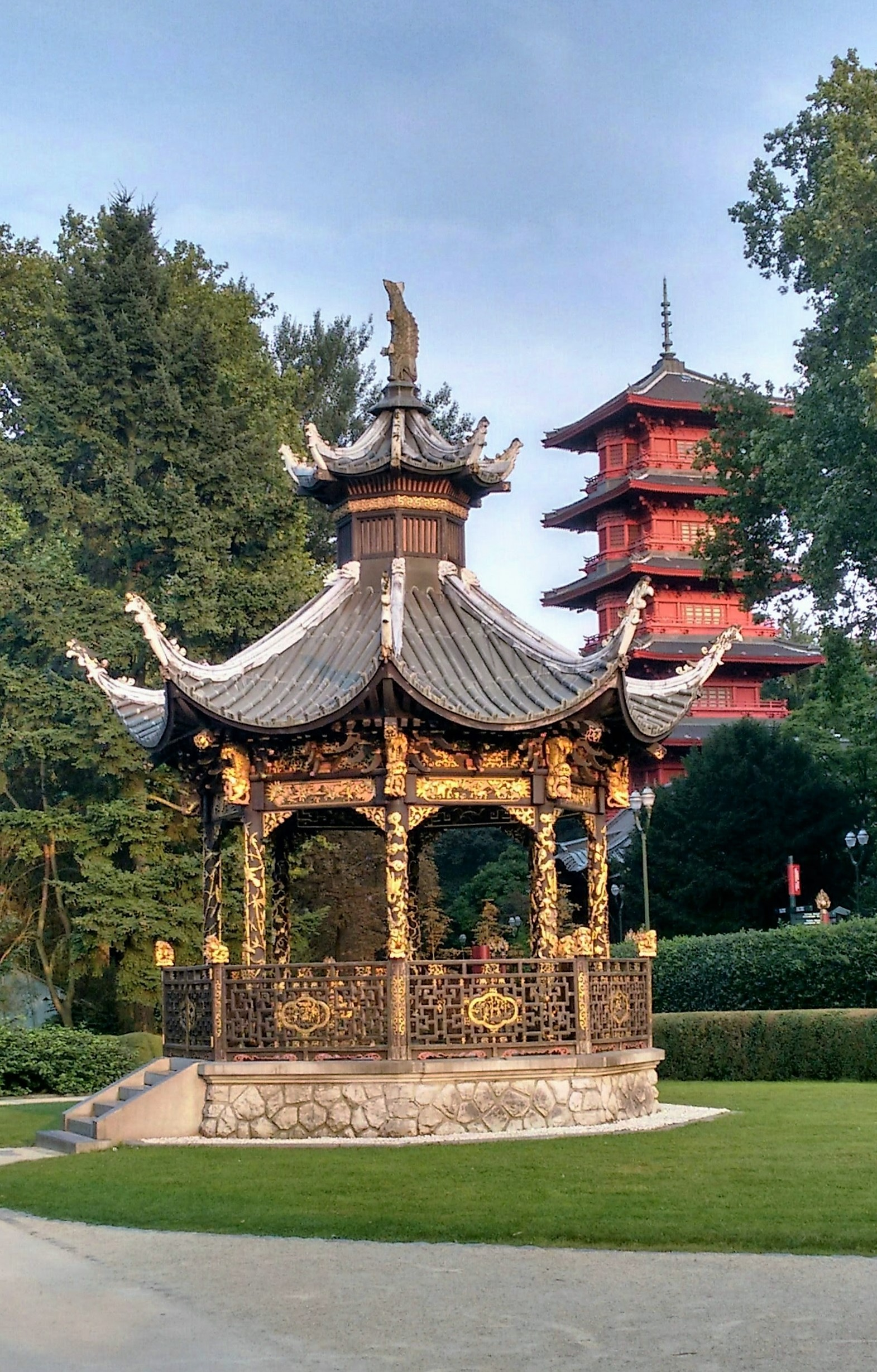
Chinees Paviljoen
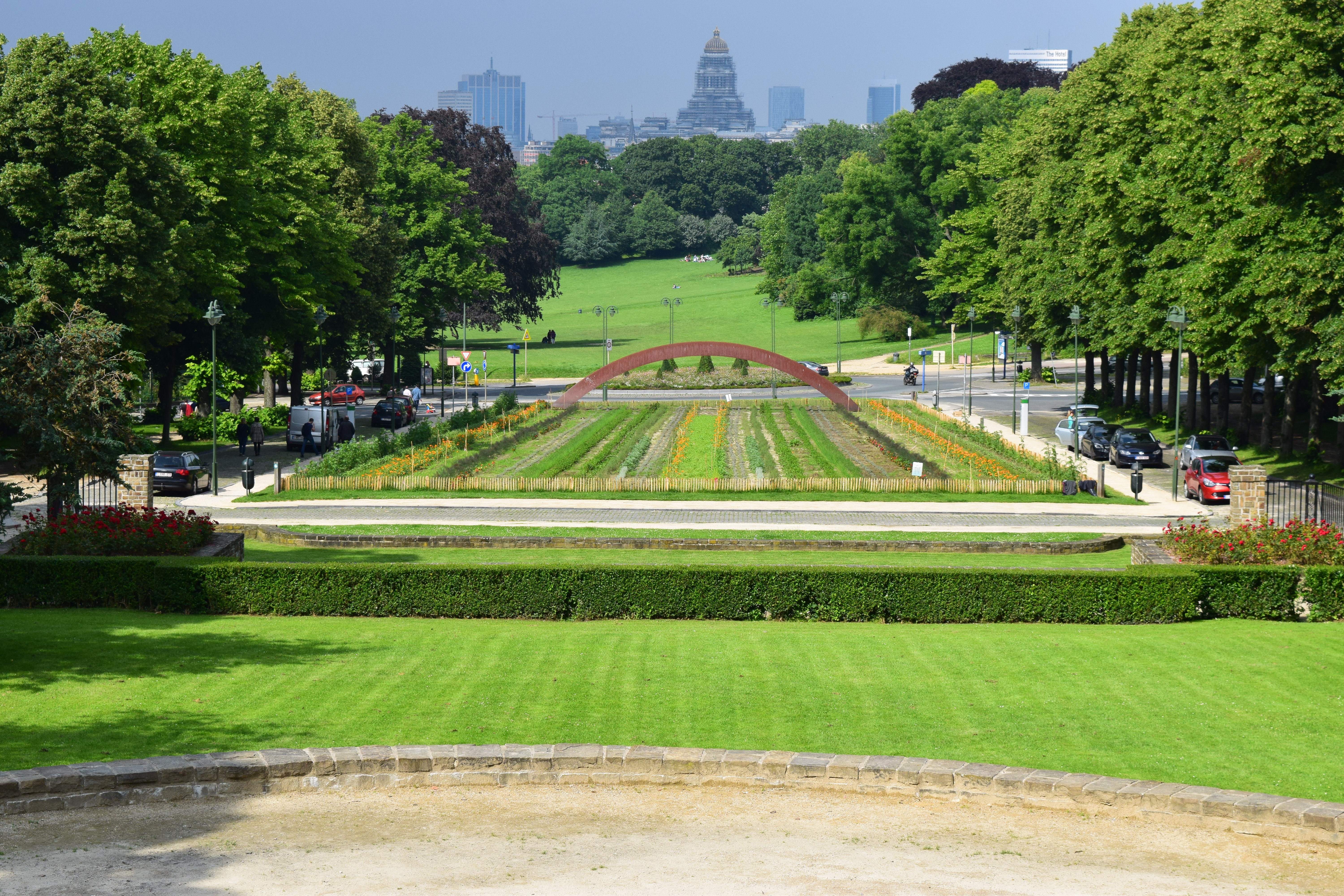
Dudenpark

### Verhuurde goederen
Naast de bezittingen die ter beschikking staan van de koninklijke familie, zijn er nog andere zoals kantoorgebouwen, residenties, golfterreinen of landbouwgronden, die de schenking verhuurt. De opbrengst volstaat om een klein gedeelte van het patrimonium te onderhouden. 
- Gronden en een golfterrein in de Ardennen
- Jachtrecht op bossen in de Ardennen
- Opbrengst van houthak in bossen in de Ardennen
- Golf en kasteel van Ravenstein, de huidige Koninklijke Golf Club van België, Tervuren
- Gronden van de British School of Brussels
- Koninklijke Gaanderijen en park in Oostende
- Wellingtonrenbaan, Oostende
- sinds 2014: Luxerusthuis James Ensor te Oostende (44 suites en 112 kamers met bouwprijs € 5,85 miljoen) gelegen aan de Wellingtonrenbaan[8]
- Noorse Stallen, Oostende
- Residentie in de Langestraat, Oostende
- Golfterrein van Klemskerke
- Dudenkasteel Narafi, Vorst
- Sportstadion Royale Union, Vorst
- Vijvers van Bosvoorde
- Bruxelles Royal Yacht Club, Laken
- Sportcentrum Inter Nos, Strombeek-Bever
- Bioscoop Vendôme, Elsene
- Kantoorgebouwen Coudenberg, Jan Jacobs en Quatre Bras, Brussel

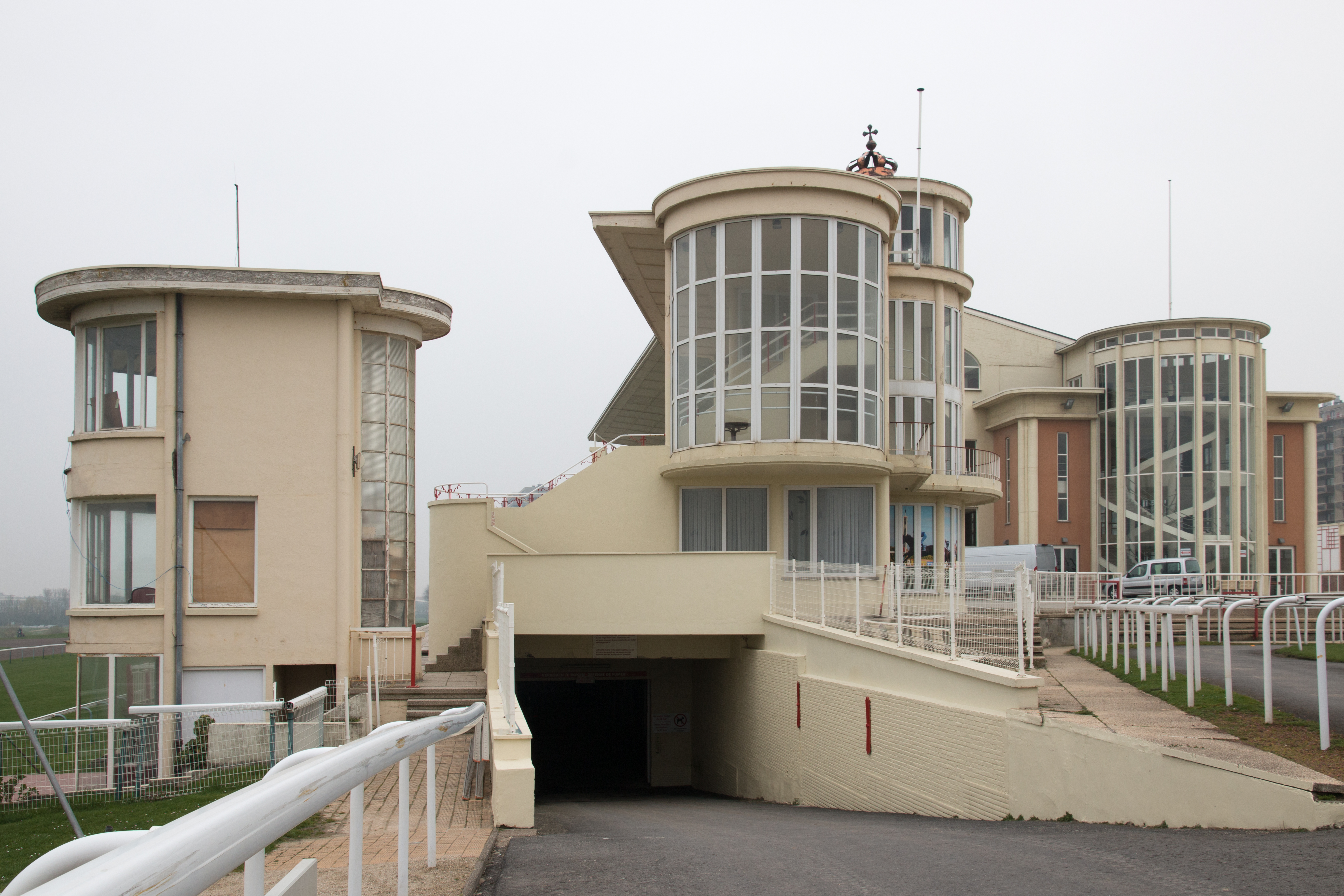
Wellingtonrenbaan
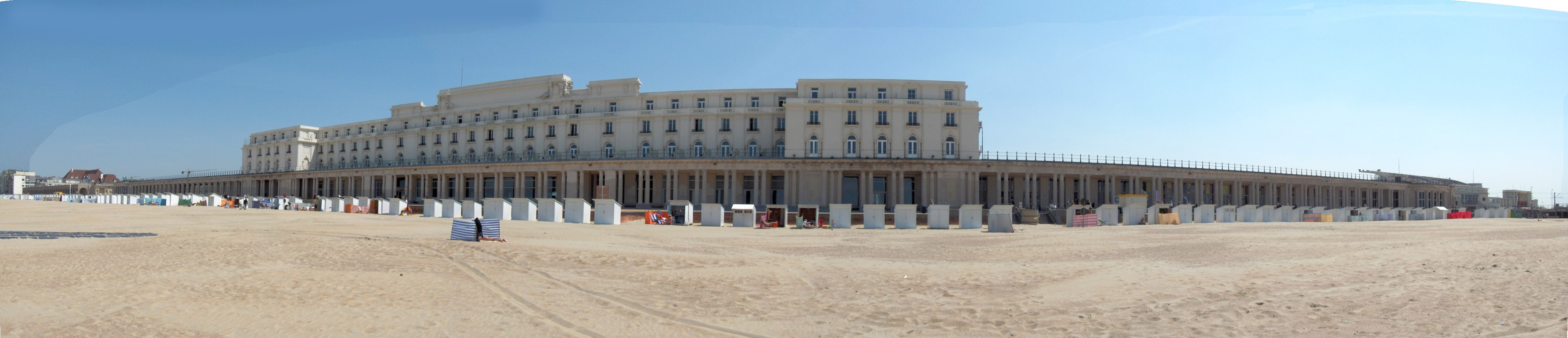
De Koninklijke Gaanderijen

### Andere
Enkele goederen werden later aan de Schenking toegevoegd, onder meer de kapel te Küssnacht in Zwitserland (op de plaats waar koningin Astrid om het leven kwam in een auto-ongeval). Daarnaast bezit de Koninklijke Schenking ook obligaties, aandelen en liquiditeiten ter waarde van ca. 30 miljoen euro.
De vorsten kunnen zelf beslissen of ze privaat-goederen aan de schenking wensen toe te voegen. Zo besloot koningin Paola om een deel van de juwelen aan de schenking toe te vertrouwen.